# Espuma

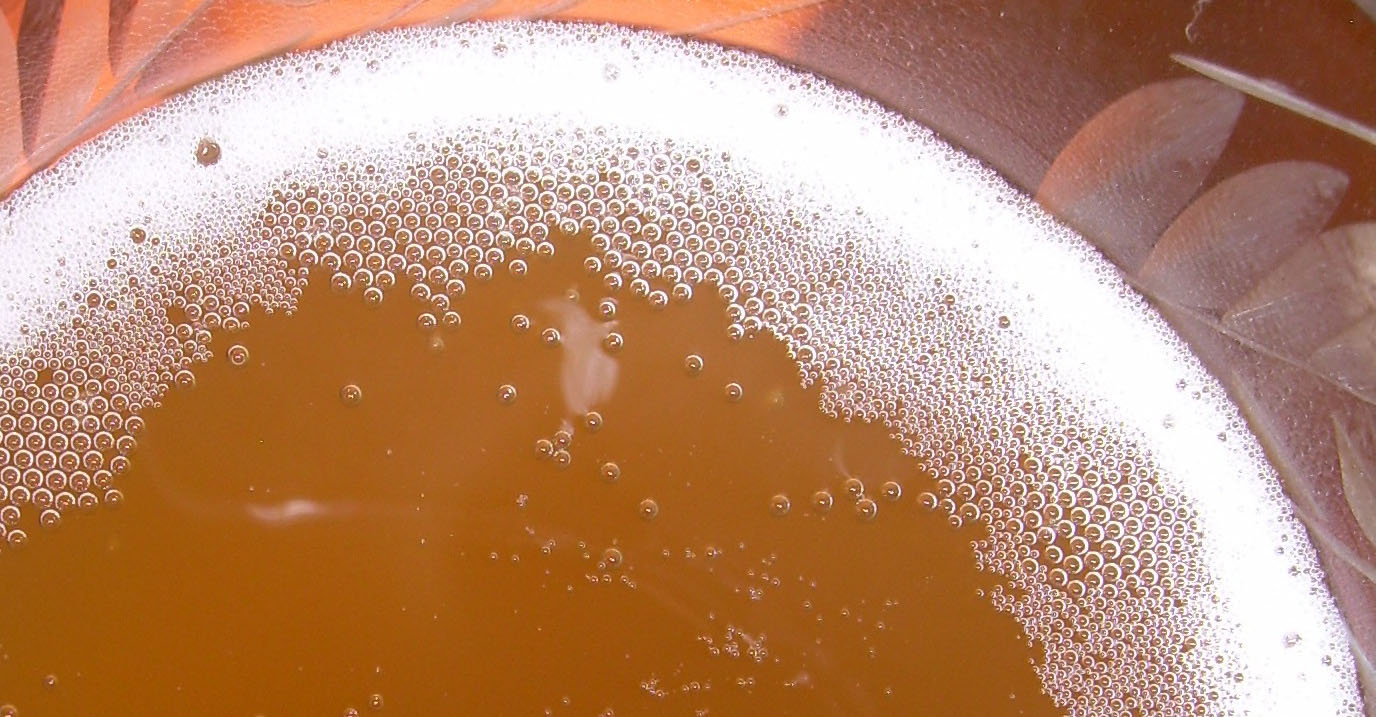
Espuma de Cerveja

Espuma refere-se a formação de muitas bolhas de um gás que se formam na superfície de um líquido quando este é agitado, movimentado, fermentado ou fervido.
Espuma também pode ser entendido como um objeto sólido, flexível, maleável e que apresenta grande capacidade de reter líquidos, por exemplo água, devido a grande presença de orificios vazios por toda a extensão deste objeto.

## Espuma líquida

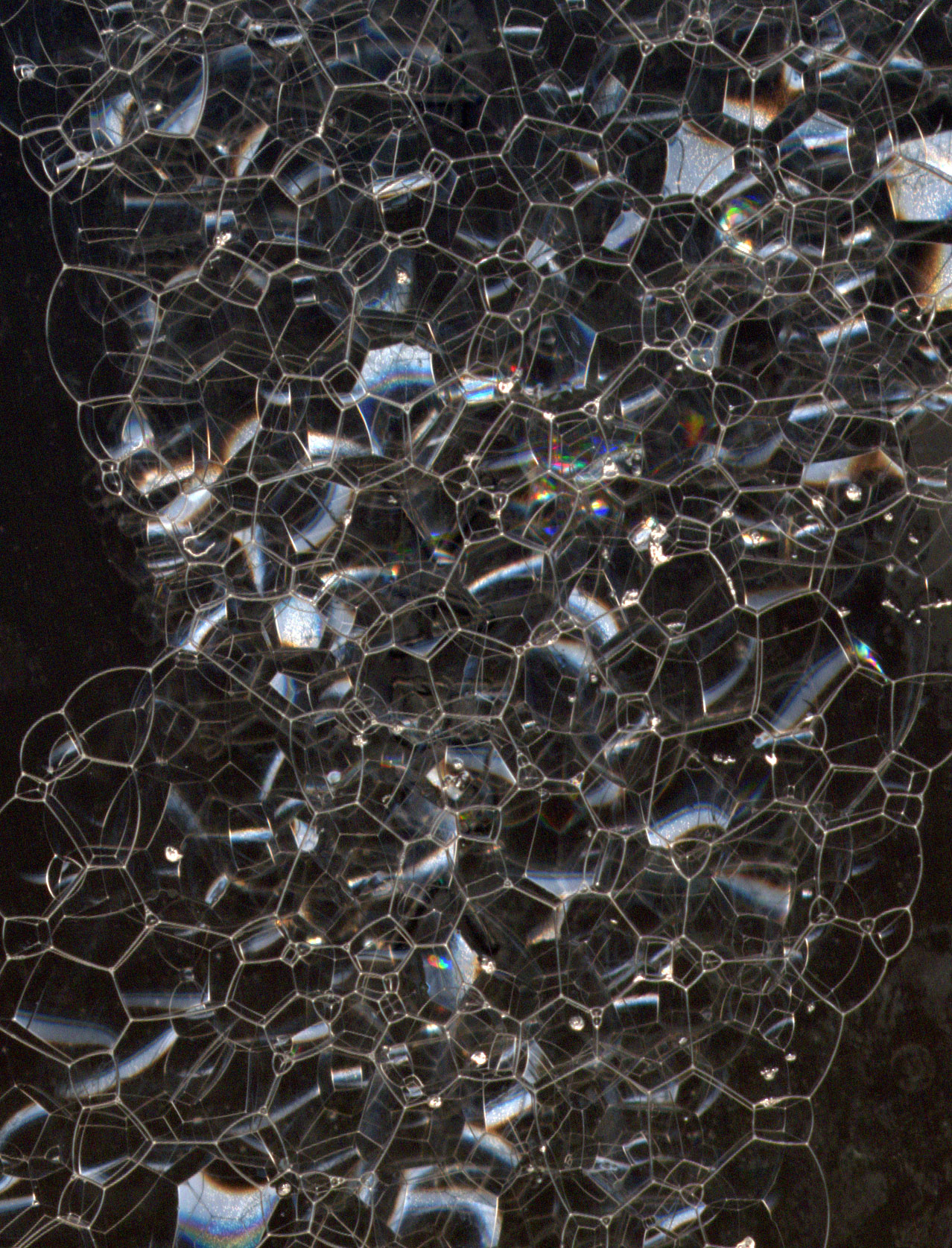
Espuma resultante de produtos de limpeza

A espuma líquida que é observada, normalmente, na água do mar e sobre as areias das praias é constituida de várias bolhas gasosas que ficam aprisionadas dentro de uma cápsula cuja parede é uma camada formada pelas moléculas do líquido e que permanecem por um certo período de tempo maior.
A espuma resultante de produtos de limpeza, não é um indicativo de limpeza. Mesmo sem a formação de qualquer tipo de espuma, o produto pode ter efeito higienizante. Trata-se somente de um fator psicológico, difundido entre a população.

## Espuma sólida
As espumas, normalmente, são utilizadas nas confecções dos colchões, travesseiros, esponjas de banho e cozinha que são produzidos, basicamente, por duas matérias primas: o TDI (Tolueno Dissocianato de Metila) e o Poliol, ambos com aspecto cristalino e derivadas do petróleo, sendo este último mais viscoso.
Além deste ingredientes são acrescentados ainda estabilizadores, tais como: silicone, estanho, corantes, etc.
Todos os ingredientes são colocados em uma batedeira, onde são misturados por alguns segundos. Em seguida, a mistura é colocada em uma forma que, por uma reação química, depois de um certo tempo torna-se uma espuma sólida.